# Алькосер
Алькосер (ісп. Alcocer) — муніципалітет в Іспанії, у складі автономної спільноти Кастилія-Ла-Манча, у провінції Гвадалахара. Населення — 328 осіб (2010).

## Географія
Муніципалітет розташований на відстані близько 95 км на схід від Мадрида, 50 км на схід від Гвадалахари.

## Історія
У ХІІІ столітті місто було центром Алькосерської сеньйорії в складі Кастильської корони. До 1267 року цією сеньйорією володіла Майор де Гусман, фаворитка короля Альфонсо X. Після її смерті і до 1303 року алькосерською сеньйорою була її донька Беатриса, дружина португальського короля Афонсу III, королева-консорт Португалії.

## Демографія
Динаміка населення (INE ):

## Галерея зображень

Розташування муніципалітету у провінції Гвадалахара